# Pandispanya
Pandispanya és un pa dolç de la cuina turca. També es pot considerar com una varietat de çörek. El seu nom ve de l'italià i significa pa d'Espanya.
Normalment, a les cases es prepara amb forma circular, encara que també pot ser rectangular, depenent del recipient utilitzat per a posar-lo al forn. És també un menjar de carrer i es ven en alguns forns de pa i en venda ambulant. Moltes vegades es fa o es talla en petites porcions individuals per a la seva comercialització. Un llibre de gastronomia turca denomina aquests talls individuals minik pandispanya.